# Archidiecezja Toluca
Archidiecezja Toluca (łac. Archidioecesis Tolucensis) – archidiecezja Kościoła rzymskokatolickiego w Meksyku.

## Historia
4 czerwca 1950 roku papież Pius XII konstytucją apostolską Si tam amplo erygował diecezję Toluca. Dotychczas wierni z tych terenów należeli do archidiecezji meksykańskiej.
Z terytorium diecezji kilkakrotnie wydzielano nowe diecezje: Ciudad Altamirano (1964), Atlacomulco (1984), Tenancingo (2009).
28 września 2019 papież Franciszek podniósł ją do rangi metropolii.

## Ordynariusze
- Arturo Vélez Martínez (1951 - 1979)
- Alfredo Torres Romero (1980 - 1995)
- Francisco Robles Ortega (1996 - 2003)
- Francisco Javier Chavolla Ramos (2003 - 2022)
- Raúl Gómez González (od 2022)